# Thierry Vigneau Boiserie
Pour les articles homonymes, voir Vigneau et Cupif.
 (mars 2025).
Motif : Sources suffisantes ? Notoriété démontrée ?
- Archive Wikiwix
- Bing
- Cairn
- DuckDuckGo
- E. Universalis
- Gallica
- Google
- G. Books
- G. News
- G. Scholar
- Persée
- Qwant
- (zh) Baidu
- (ru) Yandex
- (wd) trouver des œuvres sur Wikidata

| 1. | Préciser le motif de la pose du bandeau. | Précisez le motif de la pose du bandeau en utilisant la syntaxe suivante : {{admissibilité à vérifier\|date=août 2025\|motif=remplacez ce texte par le motif}}                                |
| 2. | Informer les utilisateurs concernés.     | Pensez à avertir le créateur de l'article, par exemple, en insérant le code ci-dessous sur sa page de discussion : {{subst:avertissement admissibilité à vérifier\|Thierry Vigneau Boiserie}} |

 (mars 2025).
Thierry Vigneau Boiserie, de son vrai nom Lucien Cupif, est un créateur de contenu et entrepreneur de la région angevine. Sa chaîne YouTube comptabilise en mars 2025 plus de 1,8 million d’abonnés.

## Biographie
Après le décès de son père Thierry Vigneau, Lucien Cupif vit avec sa mère dans une caravane. Passionné de mécanique, il rénove dans un premier temps des motos, puis des voitures. 

## Carrière
Il commence sa carrière d'influenceur sur Snapchat en 2016. 
En 2023, il participe à l’Enduropale du Touquet, où il attire plus de 20 000 personnes, mais les organisateurs en effectuant à plusieurs reprises des wheelings, chose formellement interdite, ce qui lui vaut de ne pas obtenir de dérogation (nécessaire car il ne s'était pas inscrit dans les temps) pour s’inscrire en 2024.
En parallèle, il organise régulièrement plusieurs rassemblements auto et moto dans toute la France. En 2024 se tient la Foire Boiserie, un évènement gratuit attirant plus de 150 000 participants, bien au delà des 30 000 prévus par les organisateurs. 

## Affaires judiciaires et polémiques
En 2019, il est soupçonné de rouler sans permis avec sa Ferrari et d'enfreindre le code de la route à plusieurs reprises (dépassements de ligne blanche, excès de vitesse...). Le parquet a requis 4 mois de prison ferme, une suspension de permis de 8 mois et la confiscation du véhicule. Le juge le condamne à 90 jours-amendes à 7 €, une suspension de permis de 4 mois ainsi qu'une obligation à suivre un stage de sensibilisation à la sécurité routière,.
En octobre 2024, il exprime sa colère dans une vidéo et sur les réseaux sociaux à propos d’un courrier venant d'après lui de la mairie de Brienne-le-Château, faisant part d’une facture de 8 000 € pour le nettoyage du site et de ses alentours en raison de la présence de déchets. En effet, le courrier venait d’un service du département qui a négocié avec les équipes d’organisation pour que la facture globale de 20 000 € de collecte des déchets soit réglée à hauteur de 8 000 € pour les organisateurs, et 12 000 € pour le département. La facture ayant été négociée avec les équipes de La Boiserie, le Département ne comprit pas la polémique.